# Bill Alsup

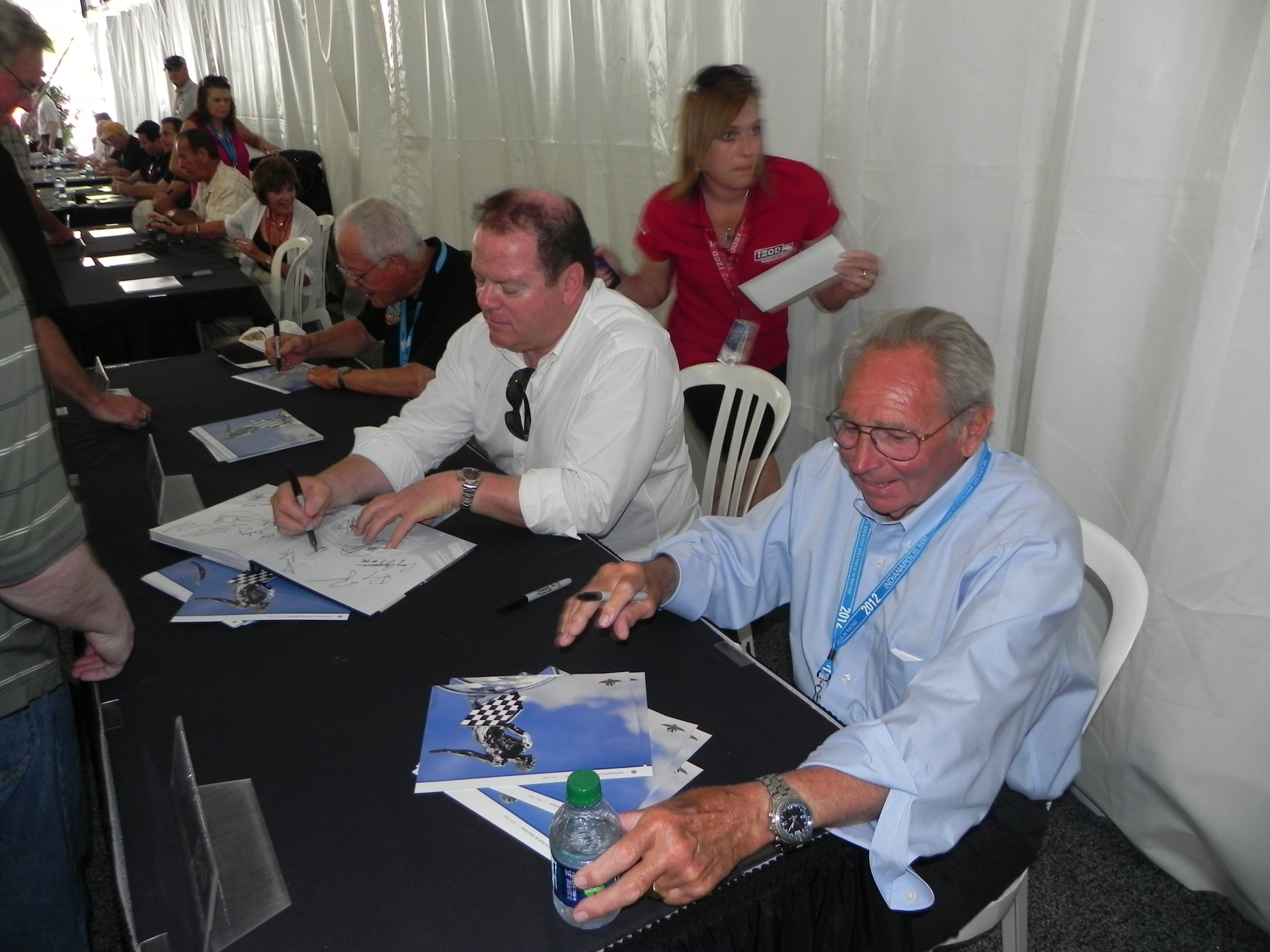
Bill Alsup tijdens de 2012 Indianapolis 500 Legends Day, 2015

Bill Alsup (Honolulu, 15 juli 1938 – Silverton, 9 augustus 2016) was een Amerikaans autocoureur.

## Carrière
Alsup won in 1978 het Formula Super Vee kampioenschap. Hij reed tussen 1979 en 1984 57 Champ Car wedstrijden. Tijdens zijn eerste seizoen in 1979 eindigde hij op de vijftiende plaats in de eindstand wat hem de trofee Rookie of the Year opleverde. Zijn beste prestaties zette hij neer in 1981 toen hij derde werd tijdens de races op de Riverside International Raceway en op het circuit van Watkins Glen en vice-kampioen werd na Rick Mears. Een jaar eerder had hij ook een derde plaats gehaald, op de Mid-Ohio Sports Car Course en werd dat jaar zevende in de eindstand. Hij reed zijn laatste Champ Car race op de Sanair Super Speedway in 1984, waar hij veertiende werd.
Alsup overleed ten gevolge van een ongeval in Silverton, Colorado op 9 Augustus 2016.